# Expeditie van Tabuk

Kaart van islamitische veroveringen (inclusief Tabuk)

De Expeditie van Tabuk was een militaire expeditie geleid door de islamitische profeet Mohammed in oktober 630. Hij leidde een leger van 30.000 man naar Tabuk, dicht bij de Golf van Akaba in het hedendaagse noordwesten van Saoedi-Arabië.
Dit was Mohammeds laatste en grootste militaire expeditie. Volgens historicus Ibn Ishaq was de expeditie een rooftocht. Ibn Kathir noemt als reden hiervoor dat de ongelovigen niet meer in de buurt van Al-Masjid al-Haram mochten komen. De Qoeraisj, die vreesden dat zij hierdoor minder winst uit handel zouden krijgen, werden gecompenseerd door joden en christenen te bevechten totdat zij djizja betaalden. Volgens historicus Ibn Sa'd vond de expeditie plaats na geruchten dat een groot Byzantijns leger zich in Syrië had verzameld. Een leger waarvan de soldaten een jaarsalaris hadden gekregen. Ali ibn Aboe Talib nam op bevel van Mohammed niet deel aan deze expeditie zodat hij op zijn familie kon passen. Volgens Ibn Sa'd heeft Mohammed twintig nachten doorgebracht in Tabuk. Volgens Ibn Ishaq en Tabari waren het er tien. In die tijd kon hij een aantal lokale heersers dwingen de djizja te betalen. Er werden ook 2000 kamelen en 800 stuks vee buitgemaakt. Mohammed kwam geen Byzantijns leger tegen en besloot uiteindelijk terug te keren naar Medina.